# Can Trons
Can Trons és una masia situada al barri de Canyet de Badalona, catalogada com a bé cultural d'interès local. Fins fa poc ha estat dedicada a assecador de pells, cosa que l'ha malmesa bastant.

## Descripció
És l'única masia de Badalona de tipus basilical, amb cos central de planta baixa, pis i golfes amb galeria superior d'arquets de mig punt i ales laterals de dos pisos. Les finestres dels baixos tenen reixes de ferro forjat, amb sortints en forma de gall. Es troba en molt mal estat, amb afegits.